# Луковников, Михаил Павлович
Михаил Павлович Луковников (09.10.1909-16.03.1983) — советский металлург, лауреат Сталинской премии 1950 года.
Родился в Смоленске в семье рабочих.
С 1932 года на Горьковском автомобильном заводе: плавильщик в литейном цехе ковкого чугуна, мастер-плавильщик, старший мастер-плавильщик, начальник плавильного участка литейного цеха ковкого чугуна (цех № 5), начальник пролёта.
В 1955 году окончил Горьковский автомеханический техникум по специальности «технолог по обработке металла резаньем».
В конце 1940-х гг. за счёт внедрения усовершенствований и скоростных методов, повышения уровня механизации возглавляемый им плавильный участок в 1,5 раза увеличил выплавку металла по сравнению с довоенной.
Лауреат Сталинской премии 1950 года — за широкое внедрение в производство новых стахановских методов труда.
Награждён двумя орденами Трудового Красного Знамени (09.03.1944, 09.01.1952) и медалями.
Избирался депутатом Горьковского областного Совета депутатов трудящихся.
Умер в Горьком 16 марта 1983 года. Похоронен на Старо-Автозаводском кладбище.